# Kogenheim
Kogenheim (prononcé [kogənhaim] ou [kogənaim]) est une commune française située dans la circonscription administrative du Bas-Rhin et, depuis le 1er janvier 2021, dans le territoire de la Collectivité européenne d'Alsace, en région Grand Est.
Cette commune se trouve dans la région historique et culturelle d'Alsace.

## Géographie

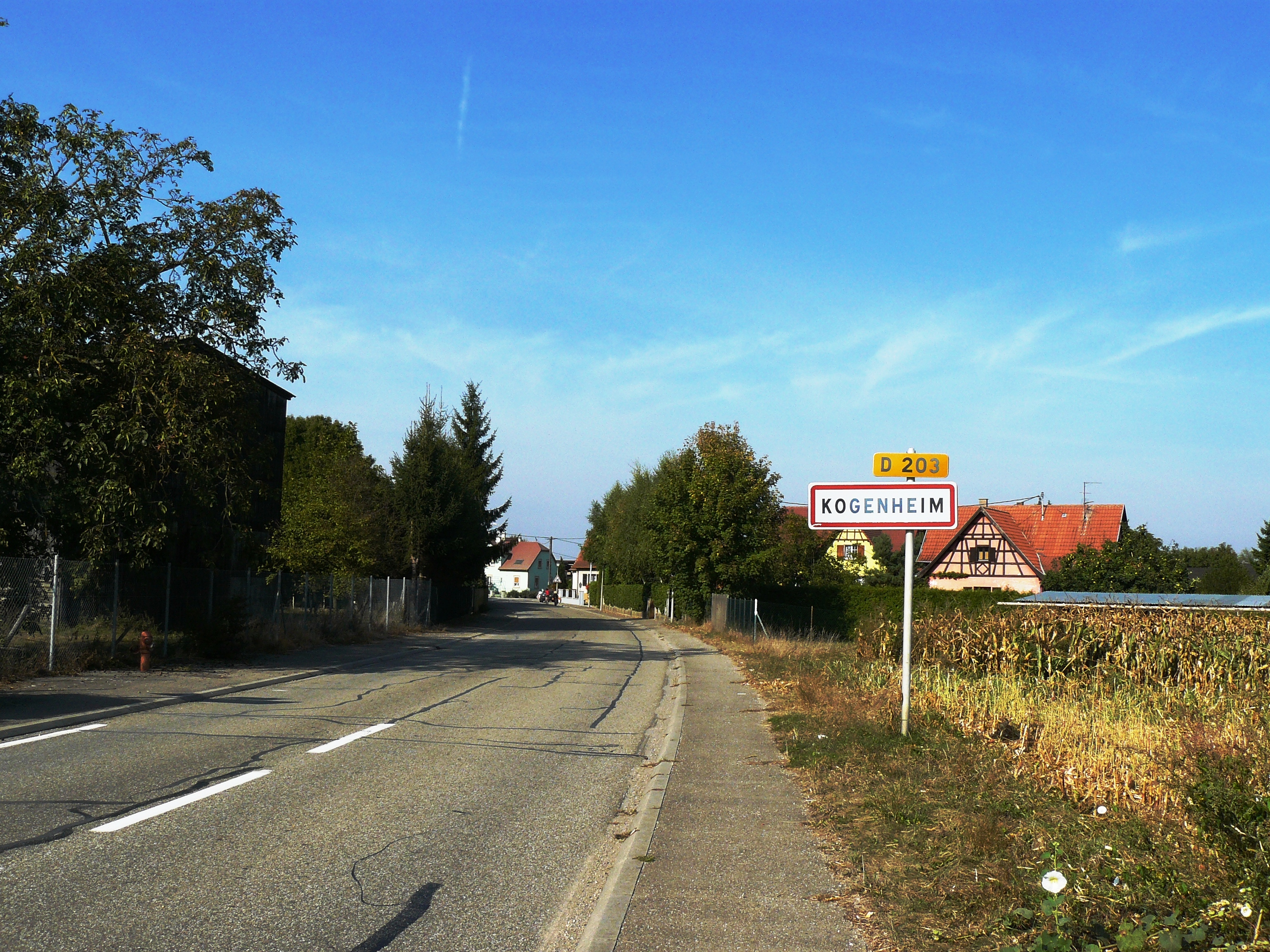
Entrée du village de Kogenheim.

Kogenheim fait partie du canton d'Erstein et de l'arrondissement de Sélestat-Erstein. Ses habitants sont appelés les Kogenheimois.
|           |              | Sermersheim |
| Epfig     | Kogenheim    |             |
| Ebersheim | Ebersmunster | Hilsenheim  |

### Origine du nom
De l'anthroponyme germanique Koog et du germanique heim, village.

### Hydrographie

#### Réseau hydrographique
La commune est dans le bassin versant du Rhin au sein du bassin Rhin-Meuse. Elle est drainée par l'Ill, la Zembs, le ruisseau la Scheer, le ruisseau le Friesengraben et le ruisseau le Bornen,.
L'Ill, d'une longueur de 217 km, prend sa source dans la commune de Winkel et se jette  dans le Grand Canal d'Alsace à Offendorf, après avoir traversé 68 communes. Les caractéristiques hydrologiques de l'Ill sont données par la station hydrologique située sur la commune. Le débit moyen mensuel est de 35,6 m3/s. Le débit moyen journalier maximum est de 262 m3/s, atteint lors de la crue du 7 janvier 2018. Le débit instantané maximal est quant à lui de 283 m3/s, atteint le 6 janvier 2018.

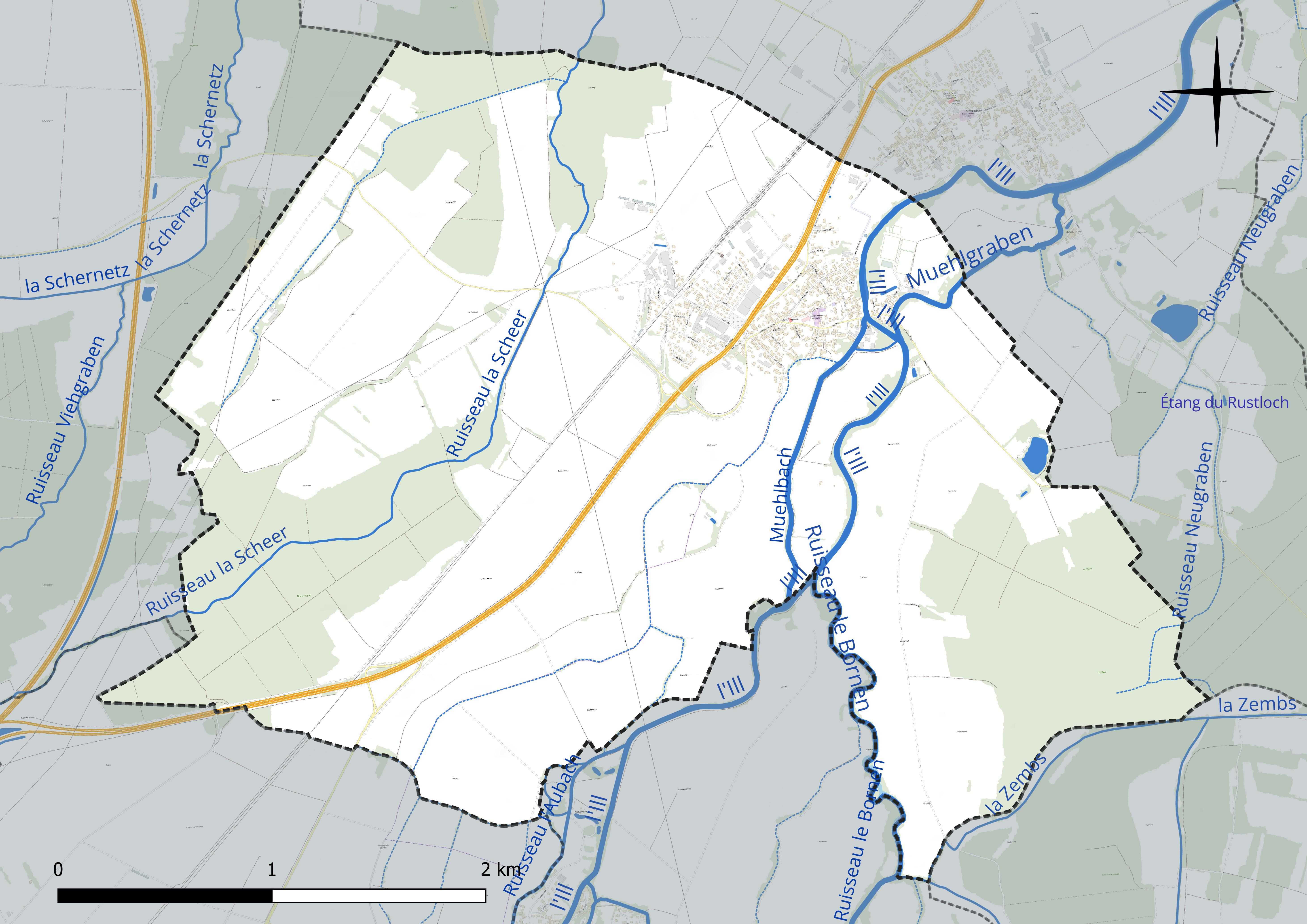
Réseau hydrographique de Kogenheim.

La Zembs, d'une longueur de 25 km, prend sa source dans la commune de Hilsenheim et se jette  dans le canal d'alimentation de l'Ill à Nordhouse, après avoir traversé onze communes. 
La Scheer, d'une longueur de 40 km, prend sa source dans la commune de Scherwiller et se jette  dans l'Andlau à Fegersheim, après avoir traversé 20 communes. 
Le Friesengraben, d'une longueur de 12 km, prend sa source dans la commune de Baldenheim et se jette  dans le Bornen à Ebersmunster, après avoir traversé cinq communes. 

#### Gestion et qualité des eaux
Le territoire communal est couvert par le schéma d'aménagement et de gestion des eaux (SAGE) « Ill Nappe Rhin ». Ce document de planification concerne la nappe phréatique rhénane, les cours d'eau de la plaine d'Alsace et du piémont oriental du Sundgau, les canaux situés entre l'Ill et le Rhin et les zones humides de la plaine d'Alsace. Le périmètre s’étend sur 3 596 km2. Il a été approuvé le 17 janvier 2005. La structure porteuse de l'élaboration et de la mise en œuvre est la région Grand Est. 
La qualité des cours d’eau peut être consultée sur un site dédié géré par les agences de l’eau et l’Agence française pour la biodiversité.

#### Risques d'inondation
La vallée de l'Ill comme l'ensemble du département a connu plusieurs inondations importantes. On peut citer au 20e siècle, les crues de 1910, 1919, 1947, 1955, 1983 et 1990 notamment qui ont causé de nombreux dégâts (destructions de ponts, inondations de zones industrielles et d’ agglomérations). Les inondations de l'Ill ont lieu essentiellement en période hivernale et printanière à la suite de pluies abondantes parfois associées à la fonte du manteau neigeux. Les crues de 1983 et de 1990 ont présenté une période de retour entre 20 et 50 ans. Afin d'anticiper et de gérer une éventuelle inondation, un Plan de prévention des risques d'inondation de l'lll  a été approuvé par arrêté préfectoral le 30 janvier 2020. 
41 % de la superficie du ban communal sont concernés par le risque inondation. Le territoire, surtout dans ses parties est et sud-est, est fortement inondé. Il s’agit essentiellement de zones agricoles et naturelles, constituant de vastes zones d'expansion de crue. Le centre urbain à l'est du village est également affecté et se situe en aléa inondation faible ou moyen.

### Climat
Pour des articles plus généraux, voir Climat du Grand Est et Climat du Bas-Rhin.
En 2010, le climat de la commune est de type climat des marges montargnardes, selon une étude du Centre national de la recherche scientifique s'appuyant sur une série de données couvrant la période 1971-2000. En 2020, Météo-France publie une typologie des climats de la France métropolitaine dans laquelle la commune est exposée à un climat semi-continental et est dans la région climatique  Alsace, caractérisée par une pluviométrie faible, particulièrement en automne et en hiver, un été chaud et bien ensoleillé, une humidité de l’air basse au printemps et en été, des vents faibles et des brouillards fréquents en automne (25 à 30 jours). 
Pour la période 1971-2000, la température annuelle moyenne est de 10,6 °C, avec une amplitude thermique annuelle de 17,6 °C. Le cumul annuel moyen de précipitations est de 595 mm, avec 7,3 jours de précipitations en janvier et 9,7 jours en juillet. Pour la période 1991-2020, la température moyenne annuelle observée sur la station météorologique de Météo-France la plus proche, « Selestat Sa », sur la commune de Sélestat à 11 km à vol d'oiseau, est de 11,4 °C et le cumul annuel moyen de précipitations est de 621,1 mm. 
La température maximale relevée sur cette station est de 39,3 °C, atteinte le 13 août 2003 ; la température minimale est de −17 °C, atteinte le 20 décembre 2009,,. 
Les paramètres climatiques de la commune ont été estimés pour le milieu du siècle (2041-2070) selon différents scénarios d'émission de gaz à effet de serre à partir des nouvelles projections climatiques de référence DRIAS-2020. Ils sont consultables sur un site dédié publié par Météo-France en novembre 2022.

## Urbanisme

### Typologie
Au 1er janvier 2024, Kogenheim est catégorisée bourg rural, selon la nouvelle grille communale de densité à sept niveaux définie par l'Insee en 2022.
Elle appartient à l'unité urbaine de Kogenheim, une agglomération intra-départementale regroupant deux  communes, dont elle est ville-centre,,. Par ailleurs la commune fait partie de l'aire d'attraction de Strasbourg (partie française), dont elle est une commune de la couronne,. Cette aire, qui regroupe 268 communes, est catégorisée dans les aires de 700 000 habitants ou plus (hors Paris),.

### Occupation des sols
L'occupation des sols de la commune, telle qu'elle ressort de la base de données européenne d’occupation biophysique des sols Corine Land Cover (CLC), est marquée par l'importance des territoires agricoles (68,1 % en 2018), en diminution par rapport à 1990 (69,2 %). La répartition détaillée en 2018 est la suivante : 
terres arables (39,6 %), zones agricoles hétérogènes (28,6 %), forêts (24,9 %), zones urbanisées (7 %). L'évolution de l’occupation des sols de la commune et de ses infrastructures peut être observée sur les différentes représentations cartographiques du territoire : la carte de Cassini (XVIIIe siècle), la carte d'état-major (1820-1866) et les cartes ou photos aériennes de l'IGN pour la période actuelle (1950 à aujourd'hui).

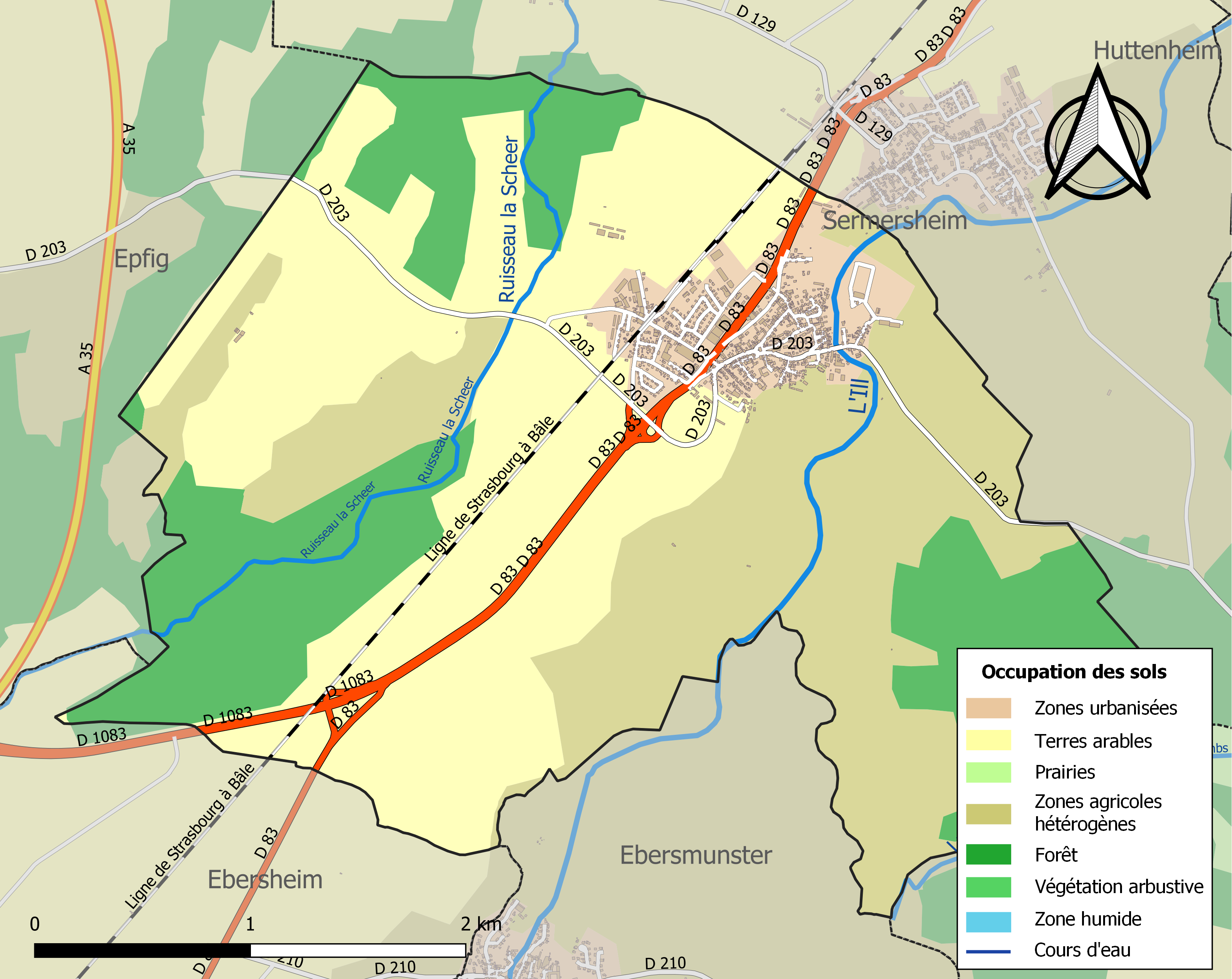
Carte des infrastructures et de l'occupation des sols de la commune en 2018 (CLC).

## Histoire
Le village est occupé depuis la plus haute antiquité par les Celtes, puis par les Romains. Le village fut pendant longtemps un fief de l'abbaye de Wissembourg avant de faire partie des terres de l'empereur Rodolphe de Habsbourg en 1079.

### Héraldique
| Blason de Kogenheim | Blason  | D'or au maillet de sable. |
| Blason de Kogenheim | Détails |                           |

## Politique et administration

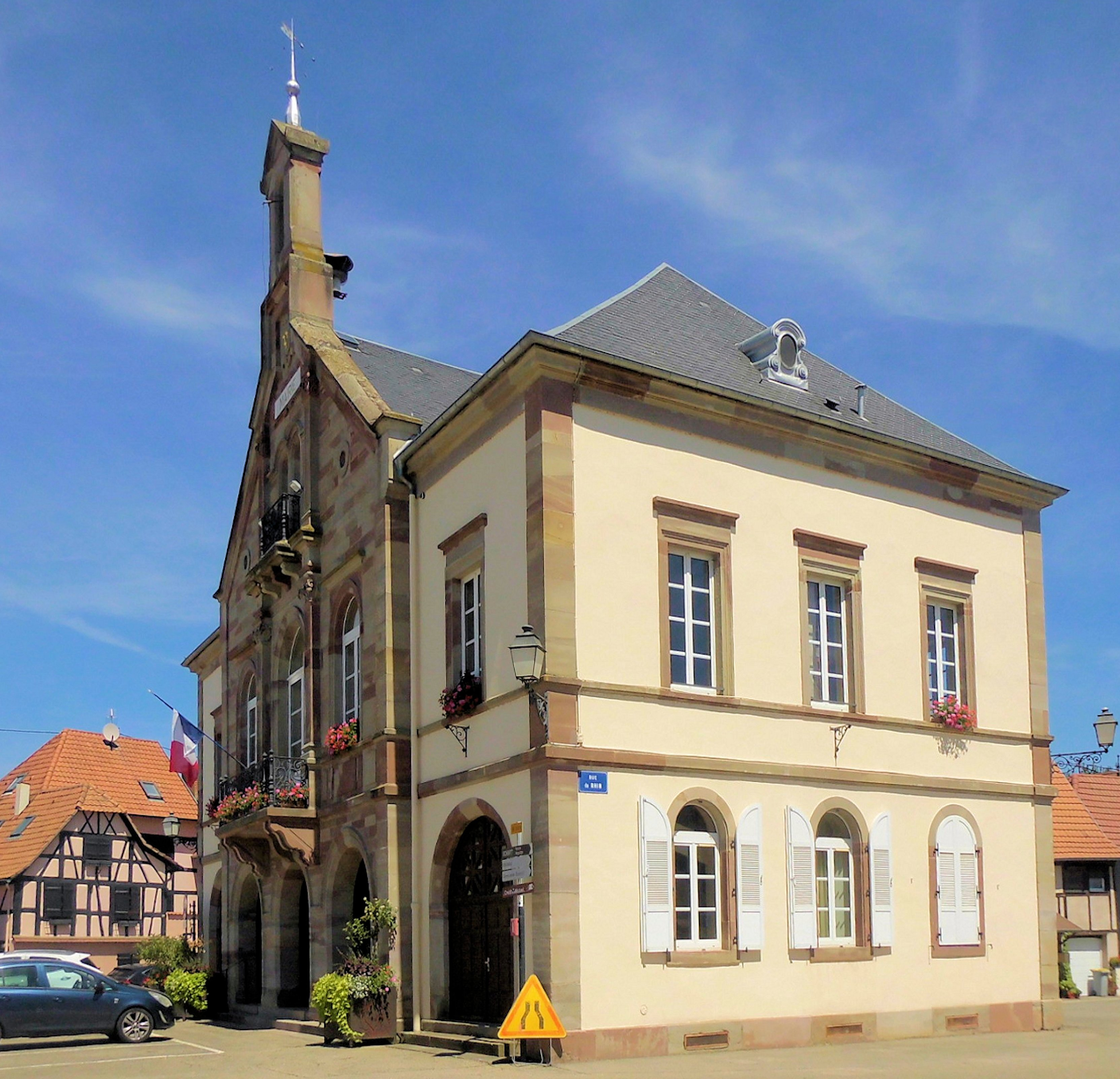
La mairie.

| Période                                  | Période   | Identité             | Étiquette | Qualité |
| ---------------------------------------- | --------- | -------------------- | --------- | --- |
| Les données manquantes sont à compléter. |           |                      |           | |
| mars 1971                                | mars 2008 | Gaston Schmitt       | RPR       | Chef d'entreprise Conseiller général de Benfeld (1982 → 1994) Vice-président du conseil général (1985 → 1994) Président du SIVOM (1989 → 1993) puis de la CC de Benfeld et environs (1994 → 2001) |
| mars 2008                                | mai 2020  | Francine Froment     |           | |
| mai 2020                                 | En cours  | Guillaume Forgiarini |           | |

## Démographie
L'évolution du nombre d'habitants est connue à travers les recensements de la population effectués dans la commune depuis 1793. Pour les communes de moins de 10 000 habitants, une enquête de recensement portant sur toute la population est réalisée tous les cinq ans, les populations de référence des années intermédiaires étant quant à elles estimées par interpolation ou extrapolation. Pour la commune, le premier recensement exhaustif entrant dans le cadre du nouveau dispositif a été réalisé en 2007.

En 2022, la commune comptait 1 206 habitants, en évolution de −2,82 % par rapport à 2016 (Bas-Rhin : +3,17 %, France hors Mayotte : +2,11 %).
| 1793 | 1800 | 1806  | 1821  | 1831  | 1836  | 1841  | 1846  | 1851  |
| ---- | ---- | ----- | ----- | ----- | ----- | ----- | ----- | ----- |
| 871  | 930  | 1 021 | 1 198 | 1 298 | 1 337 | 1 327 | 1 362 | 1 416 |

| 1856  | 1861  | 1866  | 1871  | 1875  | 1880  | 1885  | 1890  | 1895  |
| ----- | ----- | ----- | ----- | ----- | ----- | ----- | ----- | ----- |
| 1 415 | 1 400 | 1 320 | 1 276 | 1 268 | 1 221 | 1 123 | 1 109 | 1 142 |

| 1900  | 1905  | 1910  | 1921  | 1926 | 1931  | 1936  | 1946 | 1954 |
| ----- | ----- | ----- | ----- | ---- | ----- | ----- | ---- | ---- |
| 1 135 | 1 122 | 1 115 | 1 003 | 980  | 1 035 | 1 038 | 963  | 982  |

| 1962  | 1968  | 1975 | 1982 | 1990 | 1999 | 2006  | 2007  | 2012  |
| ----- | ----- | ---- | ---- | ---- | ---- | ----- | ----- | ----- |
| 1 033 | 1 064 | 936  | 932  | 867  | 842  | 1 049 | 1 079 | 1 117 |

| 2017  | 2022  | - | - | - | - | - | - | - |
| ----- | ----- | - | - | - | - | - | - | - |
| 1 265 | 1 206 | - | - | - | - | - | - | - |

## Lieux et monuments

### Église Saint-Léger
L'orgue est de Martin et Joseph Rinckenbach, 1905.
Une œuvre de Carola Sorg est placée latéralement à l'autel (« L'Annonciation »).

## Galerie

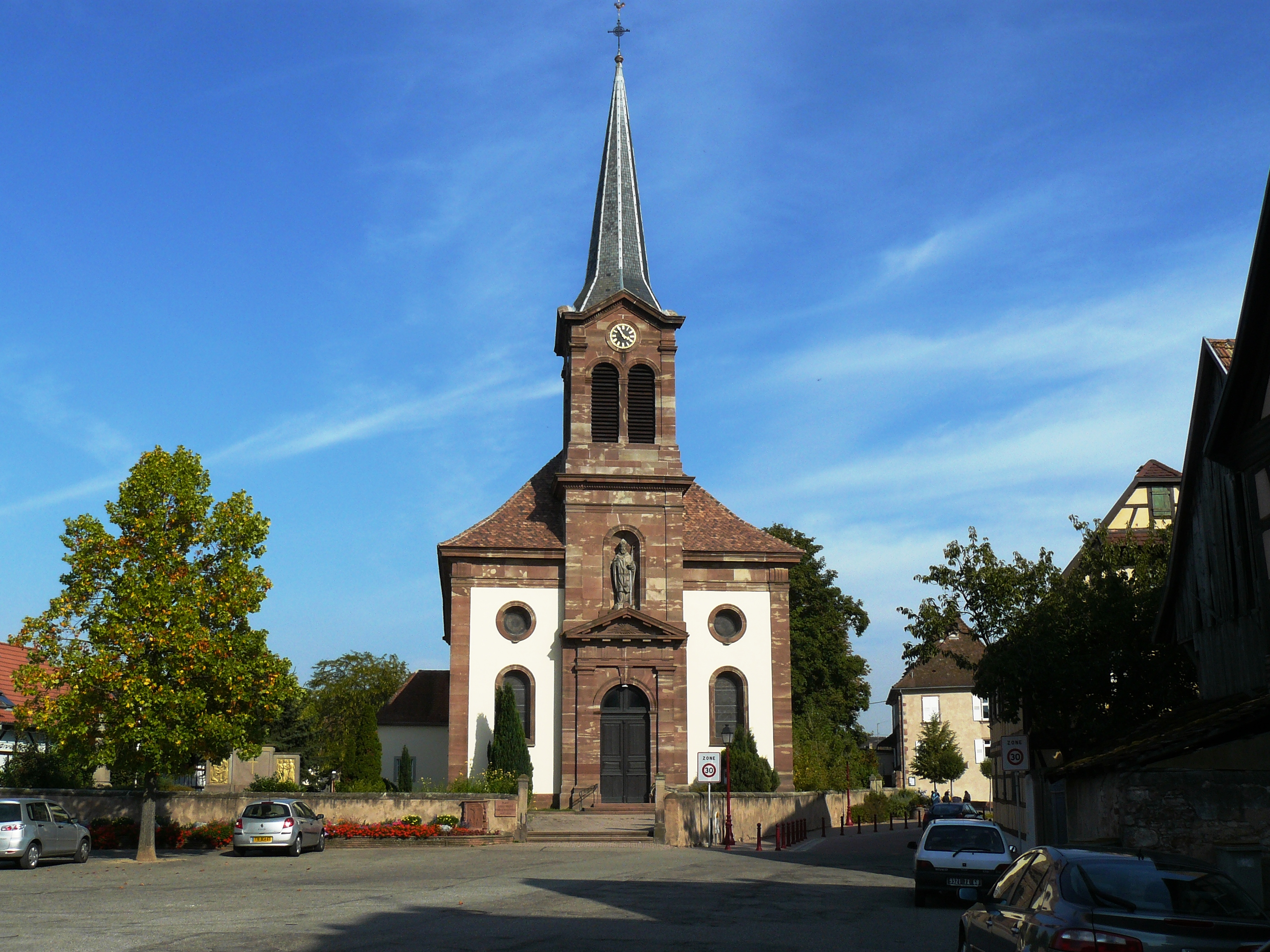
Église Saint-Léger.
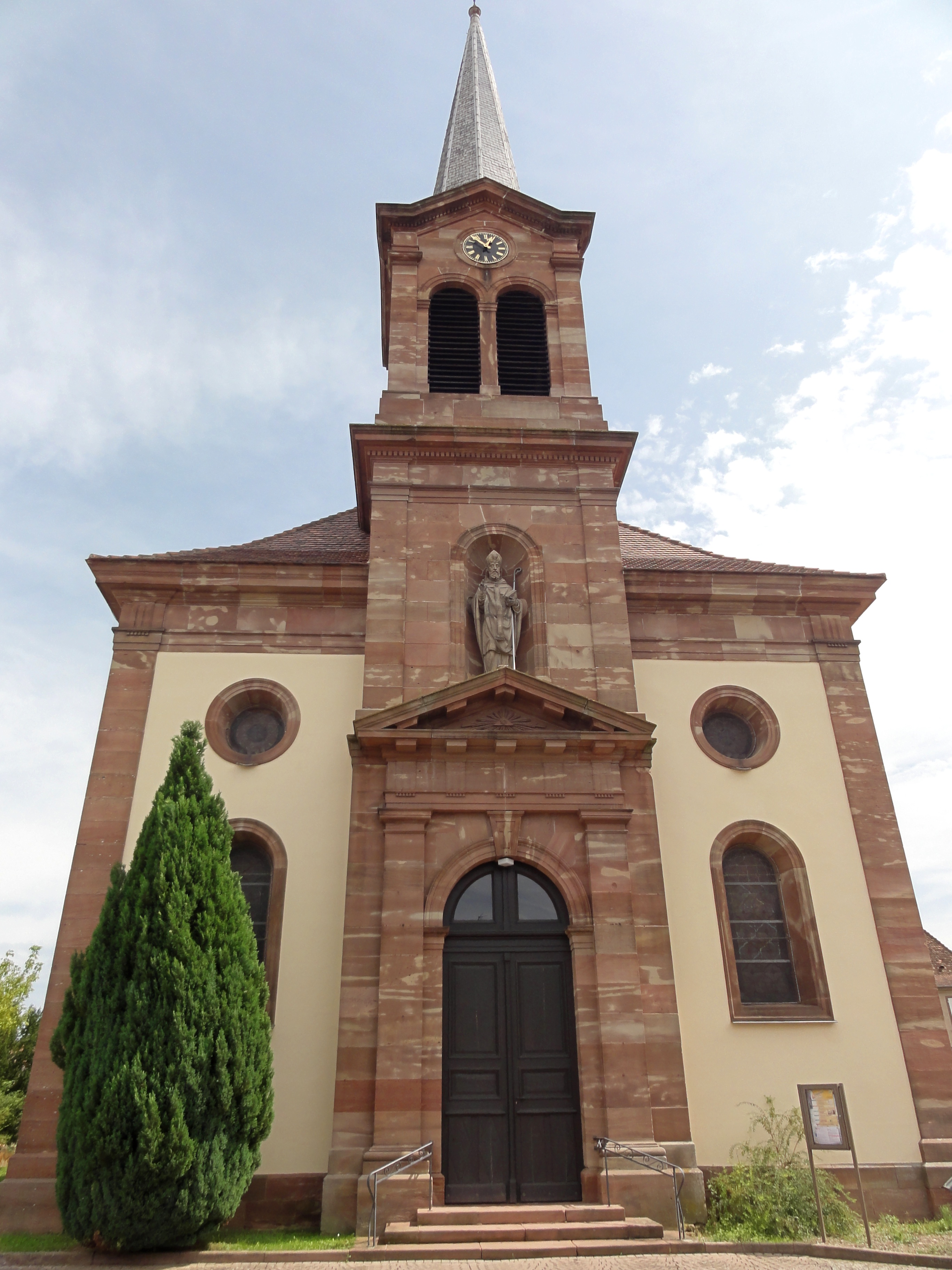
Façade occidentale et portail néoclassique.
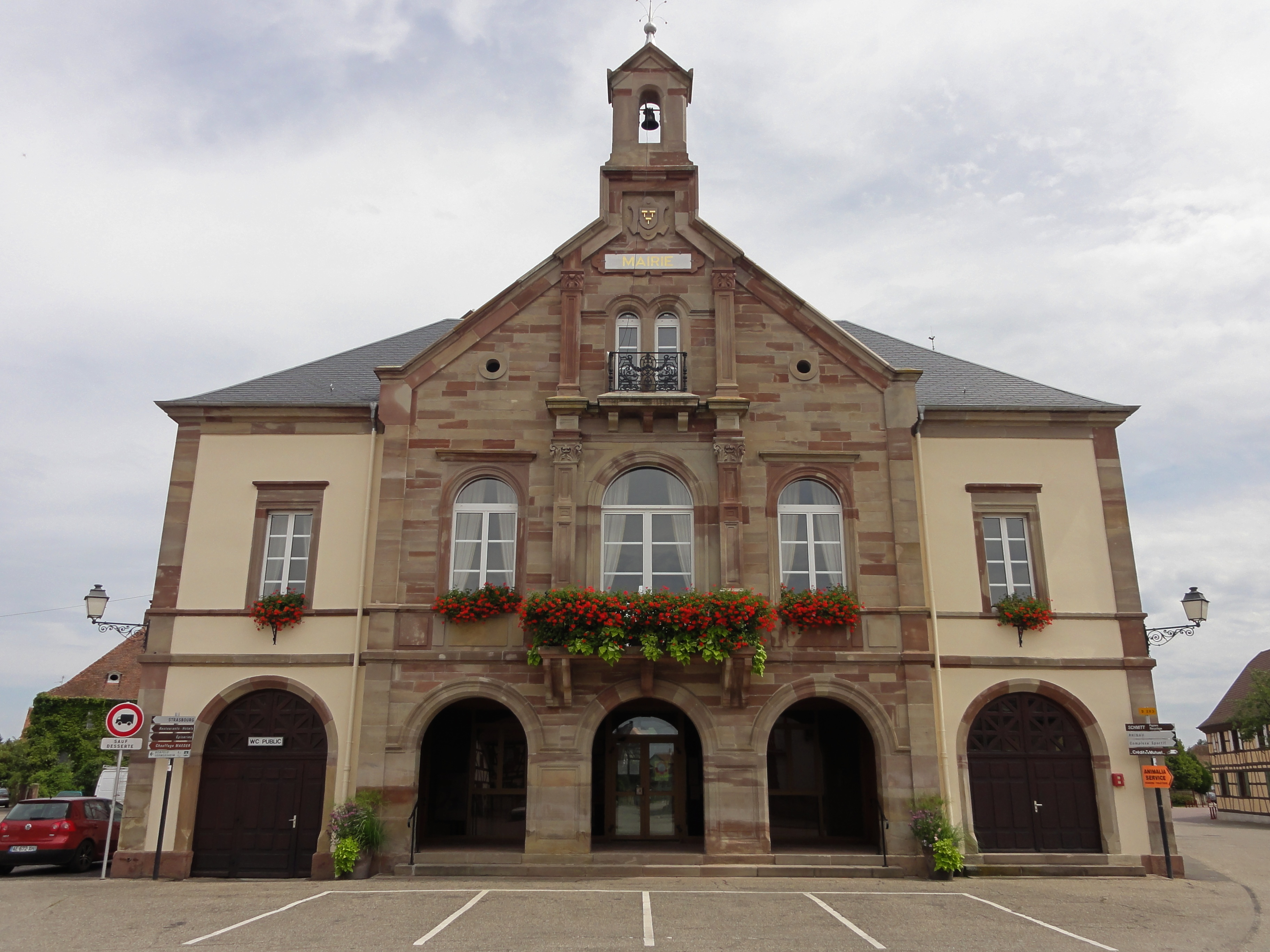
Mairie de Kogenheim (XIXe).
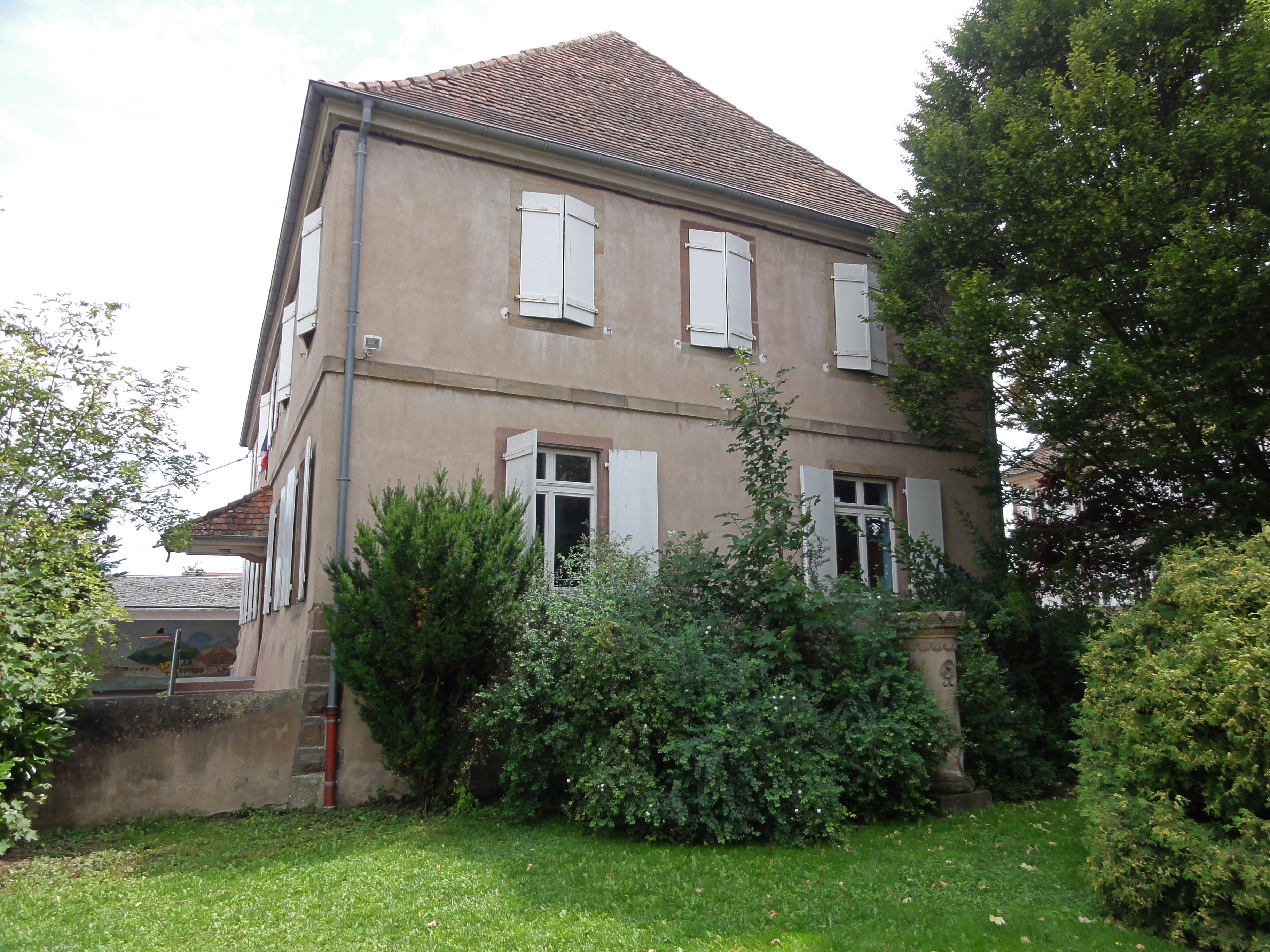
Ecole primaire (XVIIIe), 106 rue de l'Église.
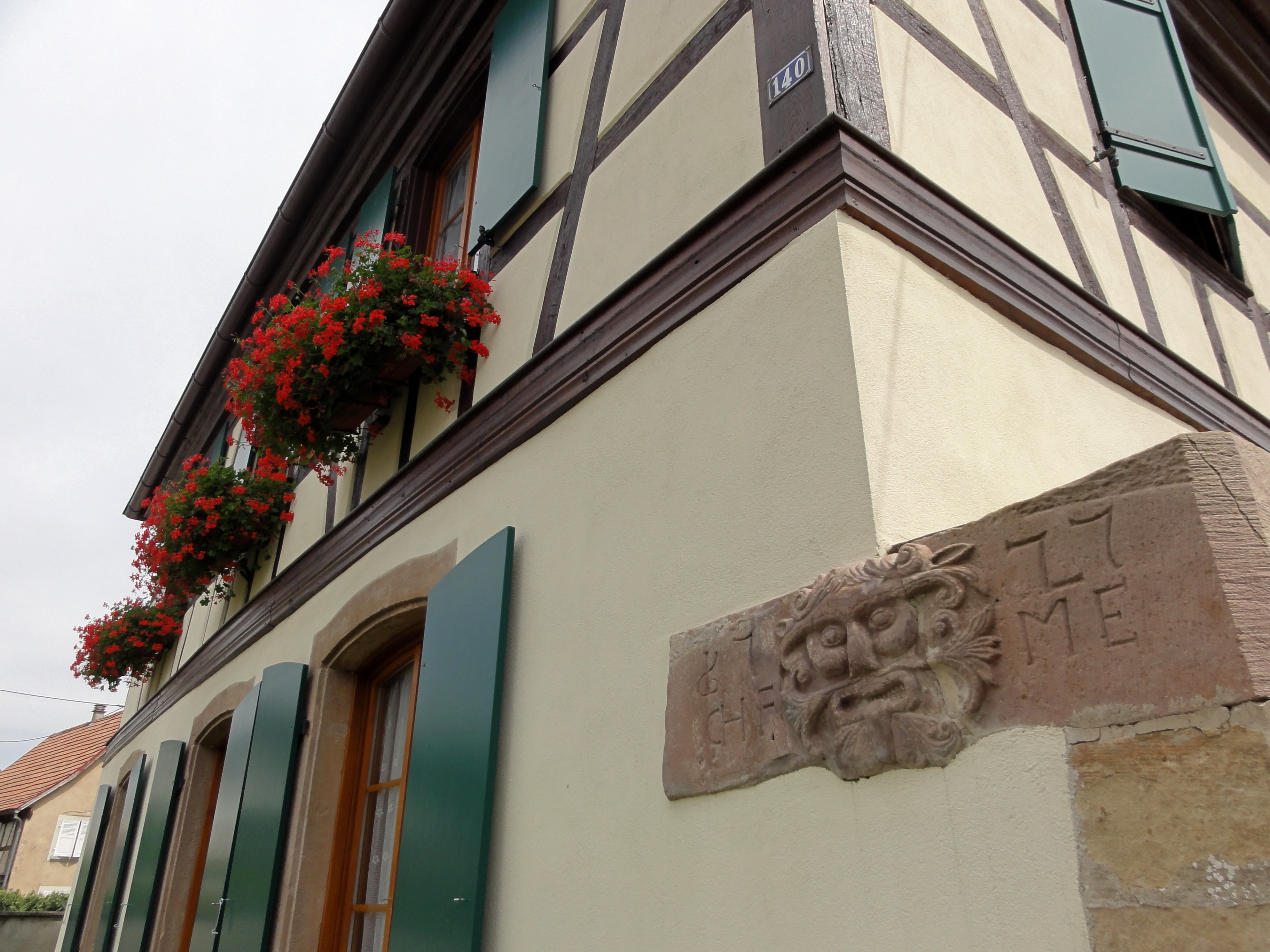
Linteau sculpté (1727), 140 rue du Rhin.
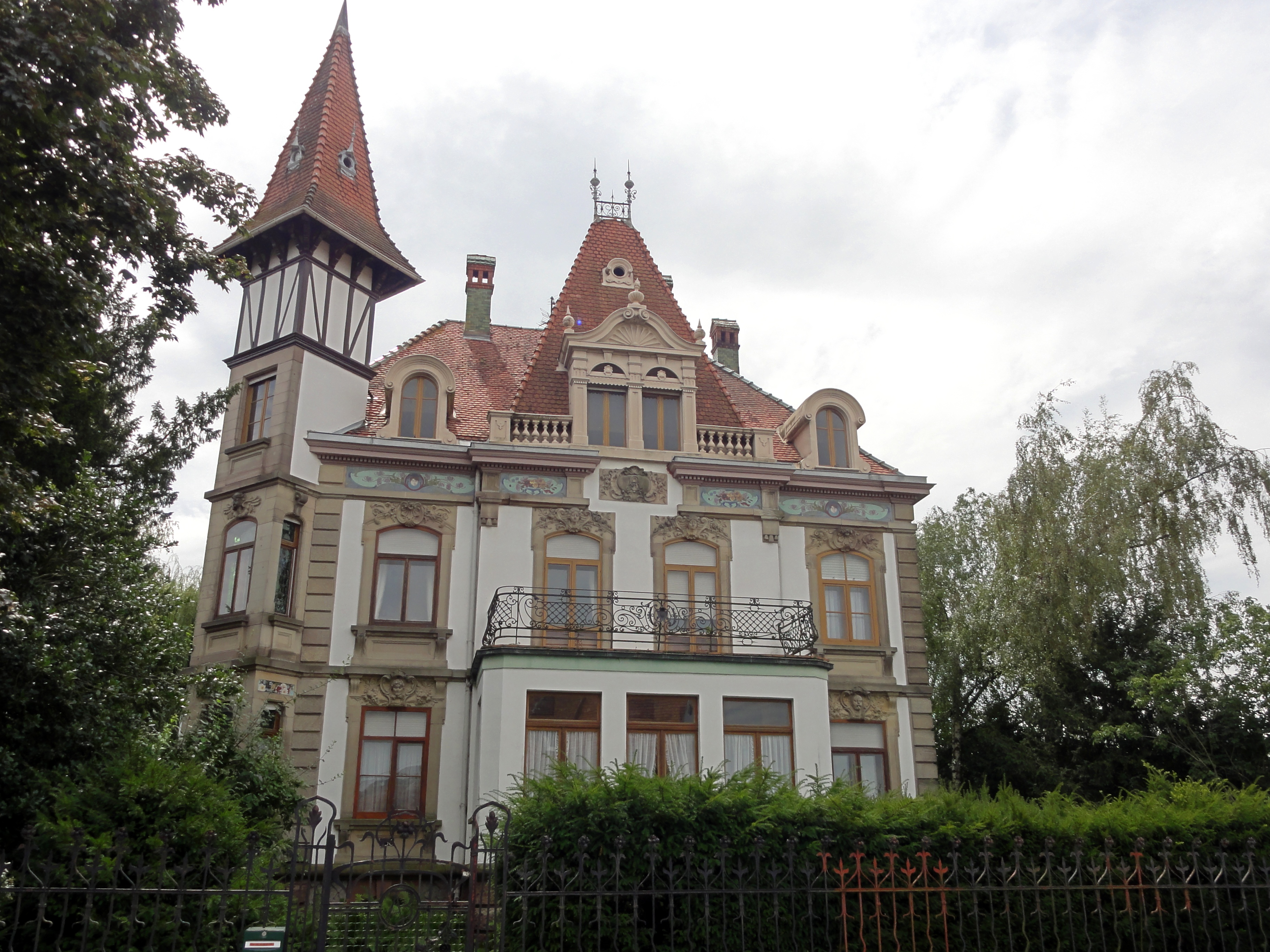
Maison de maître (XIXe-XXe), 136 rue du Rhin.

## Personnalités liées à la commune
- François Ignace Metz (1761-1819), homme politique né à Kogenheim, député du Bas-Rhin au conseil des Cinq-Cents.